# Merced Grove Ranger Station
Ne doit pas être confondu avec Merced Lake Ranger Station.
La Merced Grove Ranger Station est une station de rangers américaine dans le comté de Mariposa, en Californie. Située dans le Merced Grove, elle est protégée au sein du parc national de Yosemite. Elle est par ailleurs inscrite au Registre national des lieux historiques depuis le 15 juin 1978.